# (72659) 2001 FV46
(72659) 2001 FV46 – planetoida z pasa głównego asteroid okrążająca Słońce w ciągu 5,8 lat w średniej odległości 3,23 j.a. Odkryta 18 marca 2001 roku.